# Anna Hedh

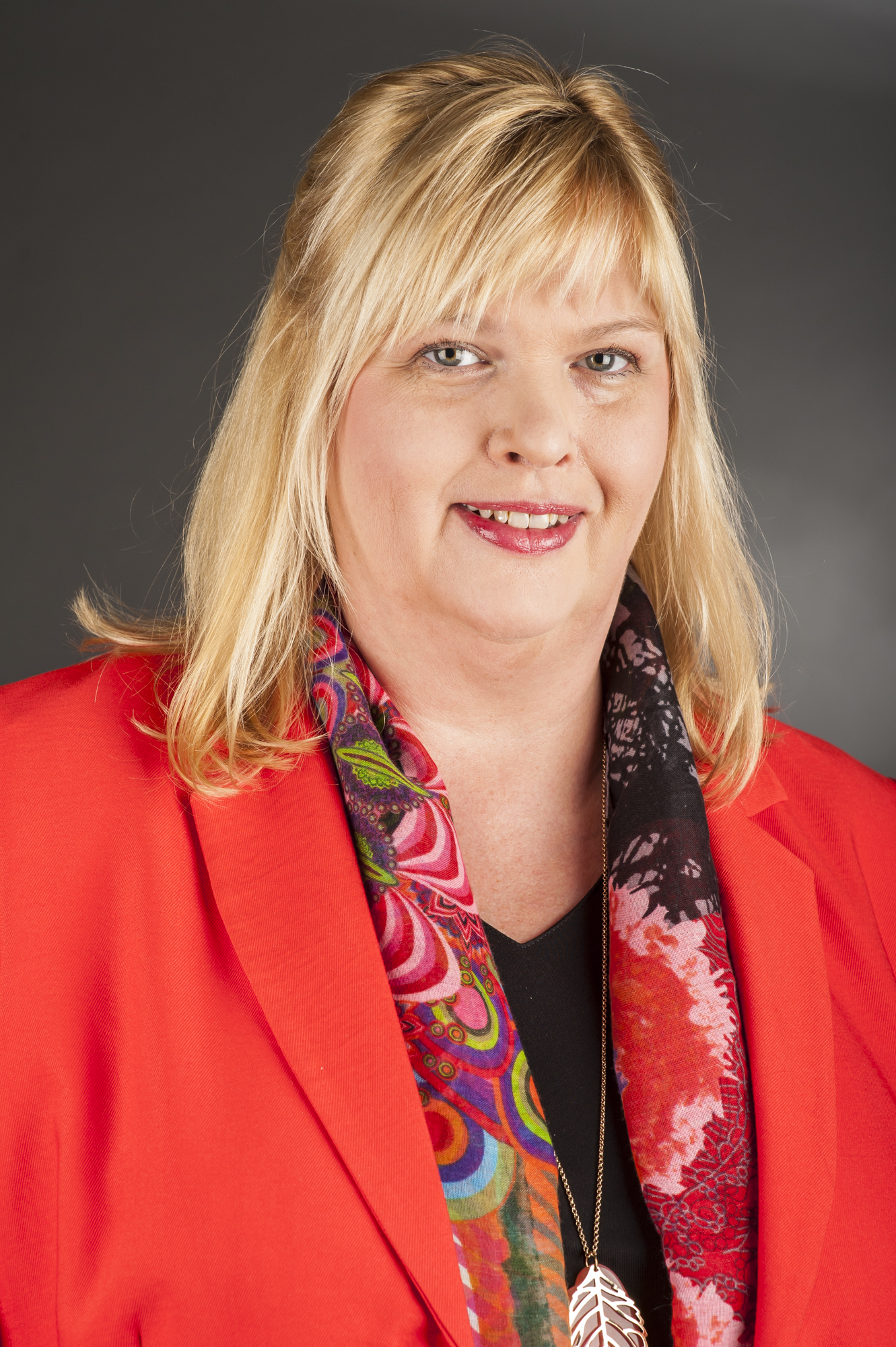
Anna Hedh

Anna Hedh este un om politic suedez, membru al Parlamentului European în perioada 2004-2009 din partea Suediei.
1. ↑  Deputații în Parlamentul European